# 33490 Roggemans
33490 Roggemans este o planetă minoră (asteroid) din centura de asteroizi. A fost descoperită pe 11 aprilie 1999 la Stația Anderson Mesa de Lowell Observatory Near-Earth-Object Search. 
Obiectul prezintă o orbită caracterizată de o semiaxă mare de 2,4329931 UAi, o excentricitate de 0,16, o înclinație de 6,43117 ° în raport cu ecliptica.